# فرناند ديشان
فرناند ديشان هو محامي وفيلسوف بلجيكي، ولد في 13 يوليو 1868 في شاتليه ‏ في بلجيكا، وتوفي في 15 مارس 1957 في بروكسل في بلجيكا.